# John Carlin
John Carlin is een Brits acteur.
Carlin speelde vooral veel gastrollen in gerenommeerde televisieseries, zoals in Man About the House, George and Mildred (tevens een rolletje in de film), The New Statesman en Poirot. Tevens speelde hij kleine rollen in films, zoals in enkele Carry On-films.
Ook heeft hij op de shortlist gestaan voor de rol van Perry in Doctor Who: The Evil of the Daleks.

## Filmografie
- Dixon of Dock Green (televisieserie) - Ken Crocker (afl. The Milkman Knocks on Friday, 1962)
- Suspense (televisieserie) - Philip Hale (afl. The White Hot Coal, 1963)
- Brenner (televisieserie) - Ben Lanely (afl. Captain's Son, 1964)
- Z-Cars (televisieserie) - Fabriekswerker (afl. Welcome Home, Digger, 1964)
- The Troubleshooters (televisieserie) - Acteur (afl. Meet Miss. Mogul, 1965)
- Theatre 625 (televisieserie) - Rol onbekend (afl. Are You Ready for the..., 1965)
- A Game for Murder (televisieserie) - Leonard Lincoln (1966)
- The Wednesday Play (televisieserie) - Evangelist (afl. Toddler on the Run, 1966)
- The Three Musketeers (miniserie, 1966) - Koning Lodewijk XIII
- George and the Dragon (televisieserie) - Taxichauffeur (afl. George Meets the Dragon, 1966)
- No Hiding Place (televisieserie) - Charlie White (afl. It's All Happening, 1967)
- Thirty-Minute Theatre (televisieserie) - Ambrose Charnock (afl. Later a Man Was Questioned, 1967)
- Baker's Half-Dozen (televisieserie) - Verschillende rollen (Afl. onbekend, 1967)
- The Revenue Men (televisieserie) - Hayes (afl. Evidence Partial and Impartial, 1967)
- ITV Playhouse (televisieserie) - Sir Peter (afl. Rogues' Gallery: The Tale of Lancelot Wishart, 1968)
- Thirty-Minute Theatre (televisieserie) - Rol onbekend (afl. A Question of Honor, 1968)
- The First Churchills (miniserie, 1969) - Vanbrugh
- Play for Today (televisieserie) - Sir James Brenton (afl. The Lie, 1970)
- The Adventures of Don Quick (televisieserie) - tv-aankondiger (afl. People Isn't Everything, 1970)
- Hadleigh (televisieserie) - Dr. Phillips (afl. Open Verdict, 1971)
- And Mother Makes Three (televisieserie) - Bediende dierenwinkel (afl. A Bird in the Hand, 1971)
- Spyder's Web (televisieserie) - Wickering (afl. The Hazif Affair, 1972)
- The View from Daniel Pike (televisieserie) - Sinclair (afl. Credit Where It's Due, 1973)
- Egan (televisiefilm, 1973) - Deveaux
- The Magician (televisieserie) - Jim Russel (afl. The Vanishing Lady, 1973)
- Man About the House (televisieserie) - Mr. Gideon (afl. Carry Me Back to Old Southampton, 1974)
- Carry on Laughing! (televisieserie) - Ethelbert (afl. The Baron Outlook, 1975)
- Carry on Laughing! (televisieserie) - Sir Walter Raleigh (afl. Orgy and Bess, 1975)
- Carry on Laughing! (televisieserie) - Egbert (afl. One in the Eye for Harold, 1975)
- Carry on Laughing! (televisieserie) - Dominee (afl. The Nine Old Cobblers, 1975)
- Carry on Laughing! (televisieserie) - Majoor Merridick (afl. The Case of the Screaming Winkles, 1975)
- Edward the Seventh (miniserie, 1975) - George Lewis
- Carry on Laughing! (televisieserie) - Oude man (afl. Lamp-Posts of the Empire, 1975)
- Man About the House (televisieserie) - Barman (afl. Home and Away, 1975, All in the Game, 1975, Never Give Your Real Name, 1975, My Son, My Son, 1975, The Party's Over, 1976, en One More for the Pot, 1976)
- George & Mildred (televisieserie) - Begrafenisondernemer (afl. Your Money or Your Life, 1976)
- Carry on England (1976) - Officier
- Holocaust 2000 (1977) - Robertson
- Robin's Nest (televisieserie) - Sidney Watkins (afl. The Candidate, 1978)
- The Sweeney (televisieserie) - Pierce (afl. The Bigger They Are, 1978)
- Carry on Emmannuelle (1978) - French Parson
- George & Mildred (televisieserie) - Eigenaar dierenwinkel (afl. The Mating Game, 1978)
- Suez 1956 (televisiefilm, 1979) - De spreker
- George & Mildred (televisieserie) - Eigenaar antiekwinkel (afl. I Gotta Horse, 1979)
- George & Mildred (1980) - Casinomedewerker
- Keep It in the Family (televisieserie) - Theatermanager (afl. Home Is Where the Heat Is, 1980)
- Leap in the Dark (televisieserie) - Dr. Stuart (afl. Poor Jenny, 1980)
- Shoestring (televisieserie) - Bloemist (afl. Looking for Mr Wright, 1980)
- Pictures (miniserie, 1981) - Cockburn
- Nanny (televisieserie) - Webster (afl. Innocent Party, 1981)
- Keep It in the Family (televisieserie) - Ed Barber (afl. In the Camera Club, 1982)
- Never the Twain (televisieserie) - Mr. Neville (afl. A Woman's Place..., 1982)
- Bergerac (televisieserie) - Frazer (afl. Almost Like a Holiday, 1983)
- Keep It in the Family (televisieserie) - Stanley Barlow (afl. Too Many Cooks, 1983, en A Touch of the Orient, 1983)
- Minder (televisieserie) - Derek (afl. Senior Citizen Caine, 1984)
- Cold Warrior (miniserie, 1984) - Hotelmanager
- Never the Twain (televisieserie) - Mr. Fortescue (afl. The Royal Connection, 1984)
- Taggart (televisieserie) - George Cunningham (afl. Dead Ringer, 1985)
- Mapp & Lucia (televisieserie) - Mayberry (afl. Au Reservoir, 1986)
- Boon (televisieserie) - Ted Michaels (afl. Unto Us for a Son, 1986)
- Fresh Fields (televisieserie) - Mr. Galloway (afl. One Damned Ming After Another, 1986)
- The New Statesman (televisieserie) - Spreker House of Commons (afl. Happiness Is a Warm Gun, 1987, Passport to Freedom, 1987, en Friends of St. James, 1987)
- The Temptation of Eileen Hughes (televisiefilm, 1988) - Hotelmanager
- Chelmsford 123 (televisieserie) - Poëet (afl. Arrivederci Roma, 1988, en What's Your Poison?, 1988)
- The Bourne Identity (televisiefilm, 1988) - Albert Stossel, assistent-manager
- Rumpole of the Bailey (televisieserie) - Hector Vellacott Q.C. (afl. Rumpole and the Barrow Boy, 1988)
- Around the World in 80 Days (miniserie, 1989) - Forster
- Taggart (televisieserie) - Paul Cooper (afl. Hostile Witness, 1990)
- A Ghost in Monte Carlo (televisiefilm, 1990) - Conciërge
- She-Wolf of London (televisieserie) - Rev. Parfray (afl. The Juggler, 1990)
- The Upper Hand (televisieserie) - Rol onbekend (afl. The Anniversary, 1991)
- The Darling Buds of May (televisieserie) - Reverend Spink (afl. When the Green Woods Laugh: Part 1 & 2, 1991, en Christmas Is Coming, 1991)
- Poirot (televisieserie) - Dr. Bennett (afl. One, Two, Buckle My Shoe, 1992)